# MoonLITE
Il Moon Lightweight Interior and Telecoms Experiment (MoonLITE) è una missione spaziale britannica proposta per l'esplorazione della Luna. Se sarà finanziato, verrà realizzato dalla SSTL e sarà probabilmente lanciato nell'orbita lunare nel 2013.
Lancerà dei quattro penetratori lunghi un metro nella superficie della Luna e ne misurerà gli effetti. Ciò permetterà di determinare la composizione interna del satellite terrestre. Sarà la prima missione spaziale dedicata allo studio dell'interno della Luna.
È probabile che l'agenzia spaziale statunitense NASA sia interessata a diventare socia nel programma.